# جويل كوكس
جويل كوكس (بالإنجليزية: Joel Cox)‏ هو مونتير أمريكي، ولد في 2 أبريل 1941 في لوس أنجلوس في الولايات المتحدة.

## وصلات خارجية
- جويل كوكس على موقع IMDb (الإنجليزية)
- جويل كوكس على موقع ألو سيني (الفرنسية)
- جويل كوكس على موقع أول موفي (الإنجليزية)
- جويل كوكس على موقع قاعدة بيانات الأفلام السويدية (السويدية)
- جويل كوكس على موقع قاعدة بيانات الفيلم (الإنجليزية)
- جويل كوكس على موقع كينوبويسك (الروسية)